# 江原大介
江原 大介（えはら だいすけ、1982年5月29日 - ）は、日本の作曲家。東京都大田区出身。 

## 略歴
12歳の頃に、X JAPANの音楽に出会い、作曲家になりたいと思った。15歳のころからピアノを習い始める。
2006年、東京音楽大学作曲専攻（芸術音楽コース）卒業。 
2008年、桐朋学園大学研究科作曲専攻修了。
2011年、東京芸術大学大学院修士課程作曲専攻修了。
作曲を有馬礼子、池辺晋一郎、権代敦彦、糀場富美子、安良岡章夫に師事。

## 作品

### 吹奏楽作品（作曲）
- 躍動する魂 吹奏楽のための（2009年度全日本吹奏楽コンクール課題曲Ⅴ）
- スケルツァンド（2017年度全日本吹奏楽コンクール課題曲Ⅰ）
- インフィニティ
- 追憶
- 断続のスカーレット
- 蒼の躍動
- 創造のレゾナンス
- 衝撃の青
- 躍動する魂Ⅱ<浄化>
- キャット・アドベンチャー
- 星空の物語
- 漆黒のルピナス
- 時のかけら
- ゴールデンゲート
- 祈りのノクターン
- ショート・ストーリーズ
- ビッグドリーム
- デイープスカイ
- 天空の夢
- 解放ーアンリミテッド
- 「魂の絃」三味線と吹奏楽のための協奏曲
- 烈火の魂
- 「フレイム」クラリネットと吹奏楽のための協奏曲（第14回「響宴」参加[4][5]）
- 星屑の揺蕩い 吹奏楽のための（第13回「響宴」参加[5][6]）
- 悠久の地
- グランドストーリー
- 混色のマテリア
- 黒の断続
- 朱のインパルス
- 共鳴のトライアド
- 道化のカプリス
- ホワイトアンドブラック
- ブルーダスク
- ムーンリットナイト
- カラーリングタイム
- 夜明けと祈りのコラール（2022年）
- 賢者の翼（2022年）
- 村雨（2022年）
- ネム ー 遥かな空への夢（2022年）
- 狂詩曲～飛驒の祝い唄「めでた」による幻想（高山西高等学校ウインドアンサンブル部委嘱、第23回「饗宴」参加[5][7][8]）
- 星屑の舞う空で
- 過ぎ去りし時の残像（2023年）
- 魂のミステリウム（2023年度福岡第一高等学校吹奏楽部委嘱作品）
- ドラゴンズ・レアム〜海を司る神々（2024年度福岡第一高等学校吹奏楽部委嘱作品）

### 編曲作品
- リメンバー・ミー ディズニー・オフィシャル吹奏楽譜（ヤマハミュージックメディア）
- メリー・ポピンズ・メドレー ディズニー・オフィシャル吹奏楽譜（ヤマハミュージックメディア）
- クラシック・カートゥーン・フェイバリッツ（ブレーンミュージック）
- 交響詩「我が祖国」より「モルダウ」（ブレーンミュージック）
- 題名のない音楽会
- スクールライブショー 番組内企画の編曲
- ブラバン・ディズニー!コンサート
- 初音ミクシンフォニー
- モンスターストライク ウインド・オーケストラコンサート
- ガンホーフェスティバル2017 オープニングセレモニー パズドラ・メドレー（マーチングVer.）
- テイルズ・オブ・オーケストラコンサート
- 「艦隊これくしょん -艦これ-」オフィシャルクラシックスタイルオーケストラ
- ファンタシースターシリーズオーケストラコンサート シンパシー2013,2015
- BRASS UP! Z～!!
- 響け!ブラバン・ヒーローズ
- キング・スーパーマーチ ヒットパレード
- しまばらんマーチ 吹奏楽版
- 映画かいけつゾロリ だ・だ・だ・だいぼうけん! 主題歌「つぎいってみよう! 」
- KOKIA 夜明け～rebirth、星屑のヴォカリーズ（KOKIA∞AKIKO～balance～より）ビクターエンタテイメント

### その他
- プリンセスコネクト！Re:Dive 一部作曲・編曲
- FunxFam 楽曲提供
- クリスマス・ページェント（光ヶ丘女子高等学校）

## 受賞
- 2008年 第1回全日本吹奏楽連盟作曲コンクール「躍動する魂～吹奏楽のための」第1位受賞（2009年度 全日本吹奏楽コンクール課題曲Ⅴ）
- 2016年 第27回朝日作曲賞「スケルツァンド」受賞 （2017年度 全日本吹奏楽コンクール課題曲Ⅰ）（ウェブサイト参照）

ほか